# ابوالقاسم پاکدامن

سید ابوالقاسم پاکدامن (زاده سال ۱۳۱۳- درگذشته ۲۱ اسفند ۱۳۸۹) او در منطقه قصبه شهر گناباد متولد شده‌است و قبل از فوتش گفته بود: من سلولی از بافت گناباد هستم. از پاکدامن به عنوان پیونددهنده جهان با پزشکی ایران یاد می‌شود. وی همچنین مترجم کتاب قانون ابوعلی سینا از عربی به فارسی است. پاکدامن بنیانگذار و رئیس پژوهشکده درمان با اکسیژن دوسلدورف آلمان و کاشف روش اکسیژن درمانی خوراکی است. روش وی که بعد از سال‌ها تحقیق در پیشرفته‌ترین انستیتوهای اروپا کشف شده بود، اکسیژن تراپی خوراکی است که باعث اعطای جایزهٔ بزرگ پزشکی آلمان به وی شد و روشی خاص و نوین برای درمان و حتی پیشگیری از اکثر سرطان‌هایی است که امروزه با اشعه‌تراپی و شیمی‌درمانی قابل علاج نیست.

## سال‌های آغازین زندگی و تحصیلات
سید ابوالقاسم پاکدامن در شهر گناباد در سال ۱۳۱۳ خورشیدی متولد شد، تحصیلات ابتدایی را در این شهر و در دبستان ملا مظفر گذراند. و دیپلمش را در دبیرستان شاه رضا در مشهد اخذ کرد. وی پس از گذراندن دوران دبیرستان برای ادامه تحصیل در رشته پزشکی راهی آلمان شد. او در طول دوران اقامتش در خارج از کشور موفق به گذراندن دوره‌های گوناگون پزشکی در دانشگاه‌های زیر شد: تخصص جراحی عمومی از دانشگاه‌های ماینز و دوسلدورف، فوق تخصص جراحی قلب و عروق، قفسه سینه از دانشگاه اسن و جراحی تجربی از دانشگاه لوون بلژیک.

## فعالیت‌ها
پاکدامن بنیانگذار روش‌های درمانی جدیدی در دنیای پزشکی بود و هم‌اکنون بیش از ۲۰ اختراع عالم پزشکی به نام او به ثبت رسیده‌است. از مهم‌ترین عنوان‌های اکتشافات وی، کاشف روش اکسیژن درمانی خوراکی، کاشف داروی پایین آورنده چربی خون آنتوم و مبتکر روش درمان با آگاهی‌های مثبت است که شهرتی جهانی کسب کرده‌اند. روشهای درمانی وی پس مدتی اندک مورد توجهٔ کل جامعهٔ پزشکی قرار گرفت و جامعه پزشکی آمریکا نیزپس از جامعهٔ پزشکی آلمان، با فراخواندن پاکدامن روش اکسیژن درمانی را بکار گرفت. در این روش با انباشت مقدار اکسیژن در آب می‌توان نارسایی‌های قلبی و عروقی از جمله اختلال در زنش منظم قلب را بهبود بخشید. همچنین فشار داخلی چشم را کاهش داد؛ و نیز این روش در دستگاه گوارش و سالم سازی کبد و نابودی سلول‌های سرطانی نقش بسزایی دارد.